# Église Saint-Gervais-Saint-Protais de Jonzac
L'église Saint-Gervais-Saint-Protais est une église de style roman saintongeais située à Jonzac en Saintonge, dans le département français de la Charente-Maritime en région Nouvelle-Aquitaine.

## Historique
L'église Saint-Gervais-Saint-Protais pourrait avoir été fondée dès le haut Moyen Âge, même si l'édifice actuel n'est pas antérieur au XIIe siècle. La tradition (elle-même basée sur le « Pseudo-Turpin ») veut que Charlemagne y ait fait déposer les restes de saint Anthème (évêque de Poitiers au VIIIe siècle) lors d'un passage dans la région, ce qui n'a néanmoins jamais été prouvé.
La partie centrale de la façade est caractéristique de l'art roman saintongeais, avec ses superpositions d'arcatures, ses chapiteaux, ses cordons et ses modillons délicatement sculptés. Elle présente cependant un détail unique dans la région : la présence au dernier étage de huit colonnettes se terminant par de petites lanternes coniques abritant des visages humains.
L'église se voit adjoindre au XVIe siècle deux bas-côtés, bordés de contreforts (l'un d'eux, au mur sud, porte encore les armes du roi Louis XII). Les traces des guerres de Religion qui ont ensanglanté la région peu après sont encore bien visibles, les murs portant des traces d'arquebusades, laissant imaginer de rudes combats aux abords de l'édifice. L'église a été restaurée en profondeur entre 1847 et 1854 (clocher, voûtes, mobilier).
L'édifice fait l'objet d'une inscription au titre des monuments historiques depuis le 2 juillet 2001.
Le parvis a fait l'objet de fouilles archéologiques en 2009, qui ont révélé la présence d'un cimetière mérovingien daté des VIe et VIIe siècles. Conduites par Léopold Maurel, archéologue départemental, elles ont notamment permis de mettre au jour des bijoux (dont une boucle d'oreille en corbeille de type « Arégonde »), des armes (lames de couteau, scramasaxes), des fibules, mais aussi des restes de tissus minéralisés.

## Description

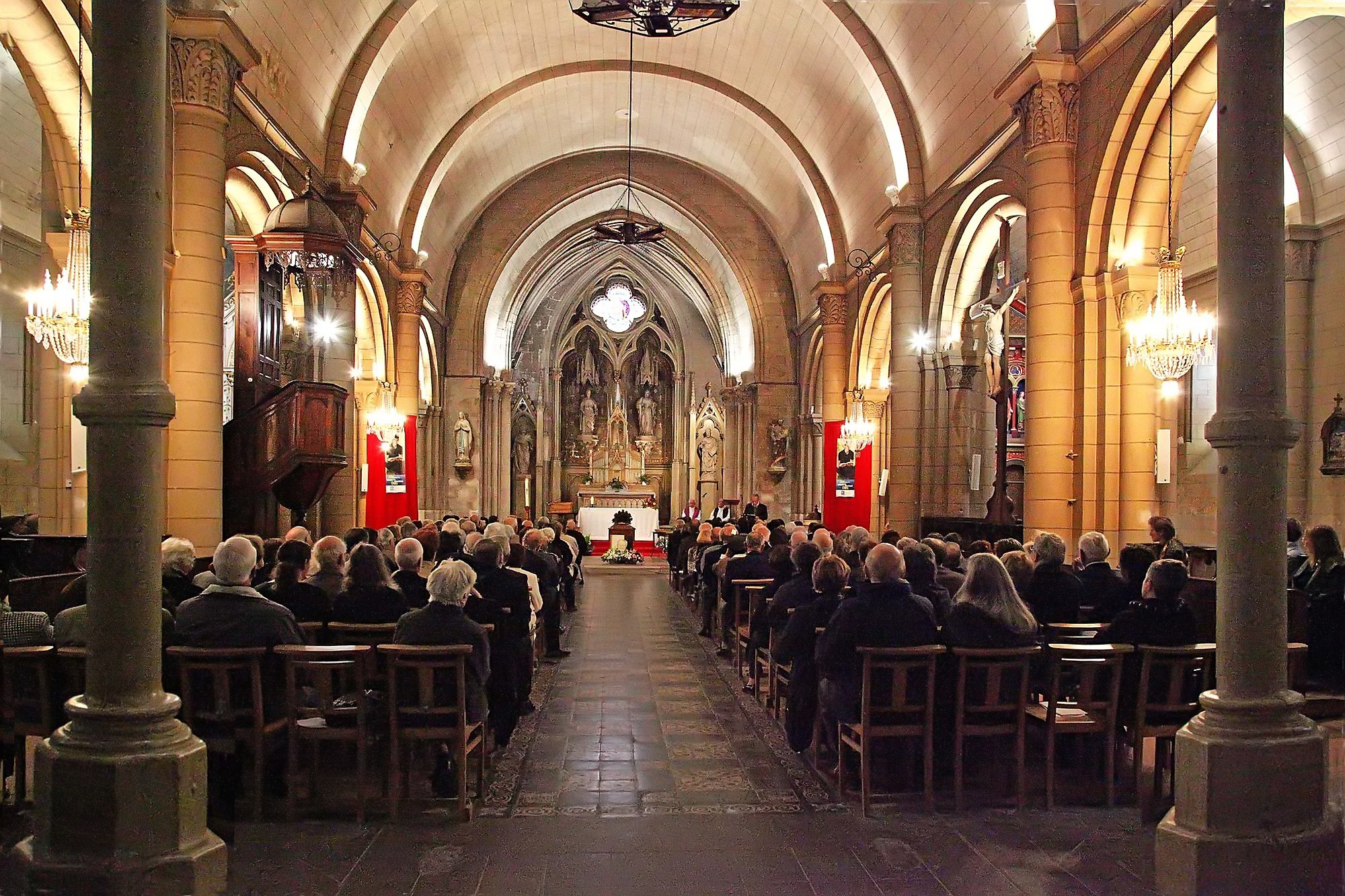
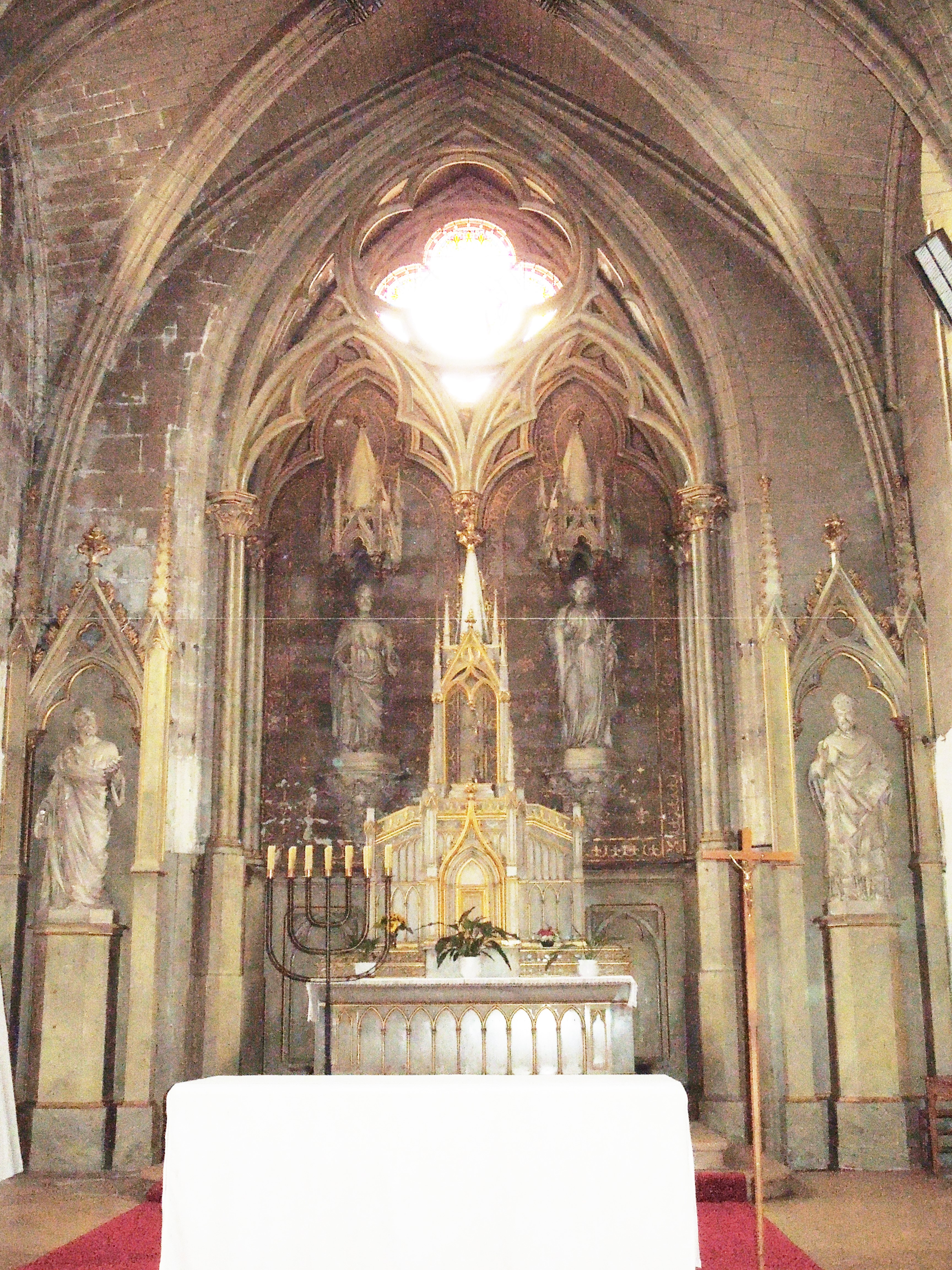
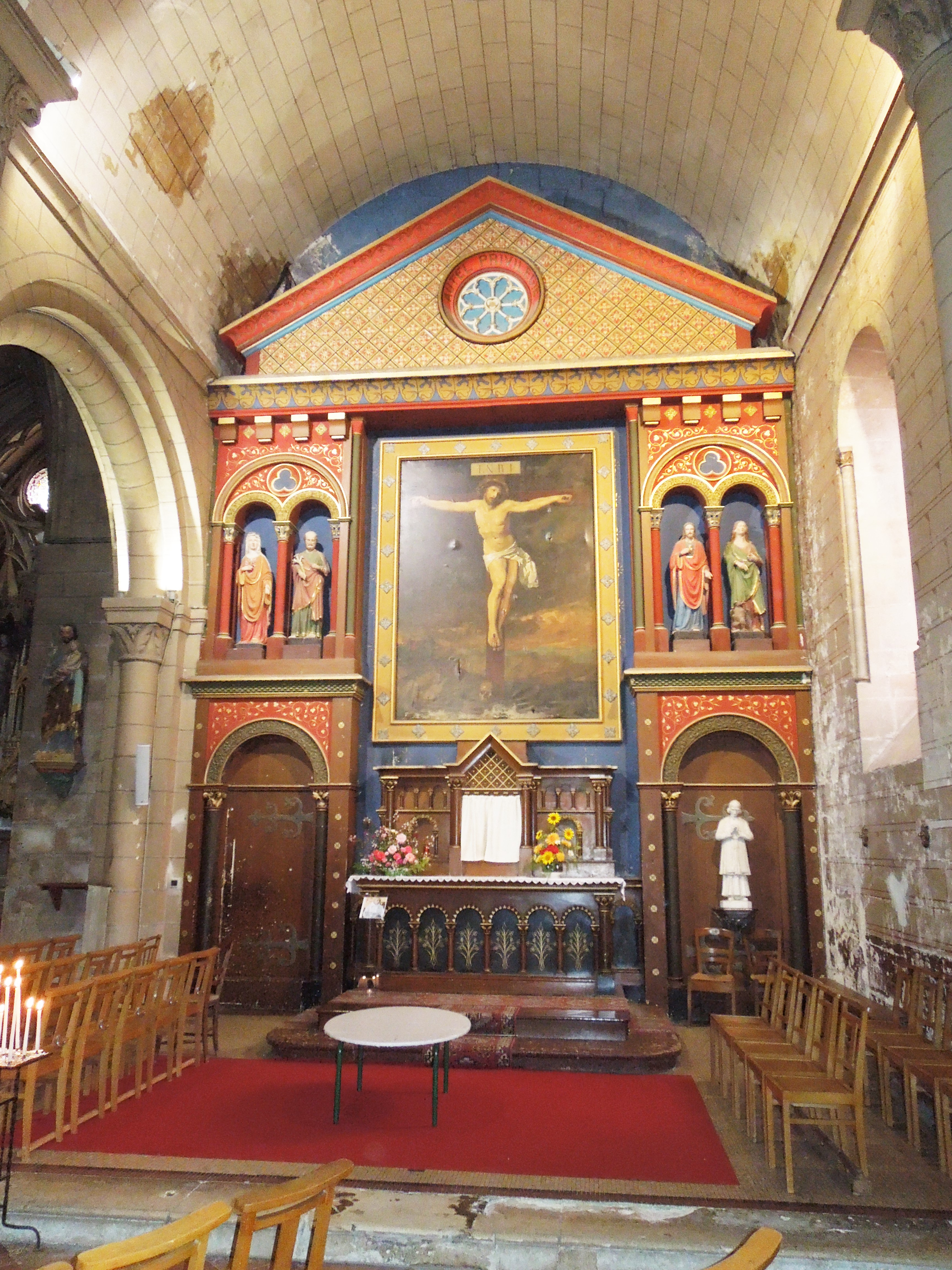
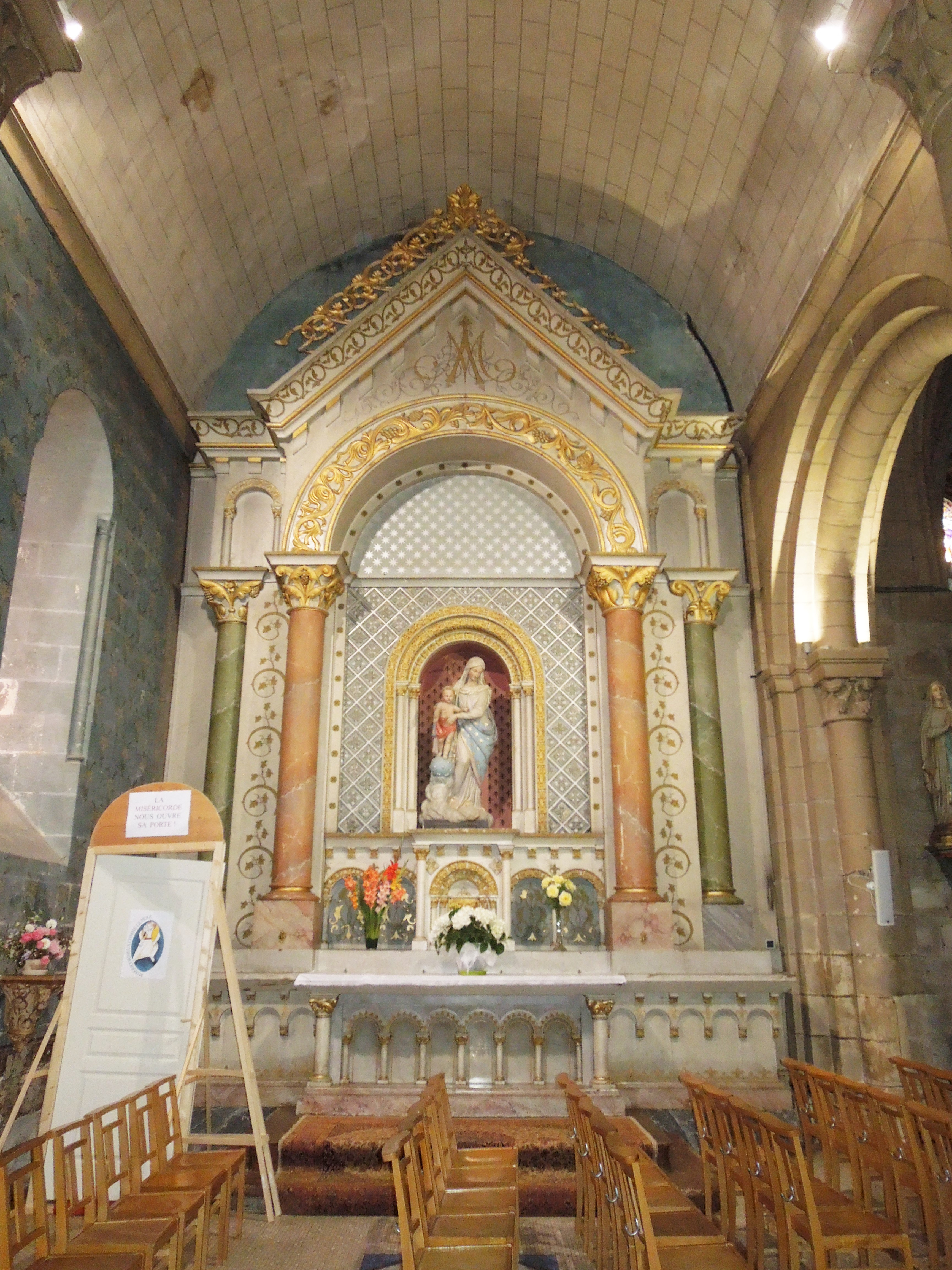
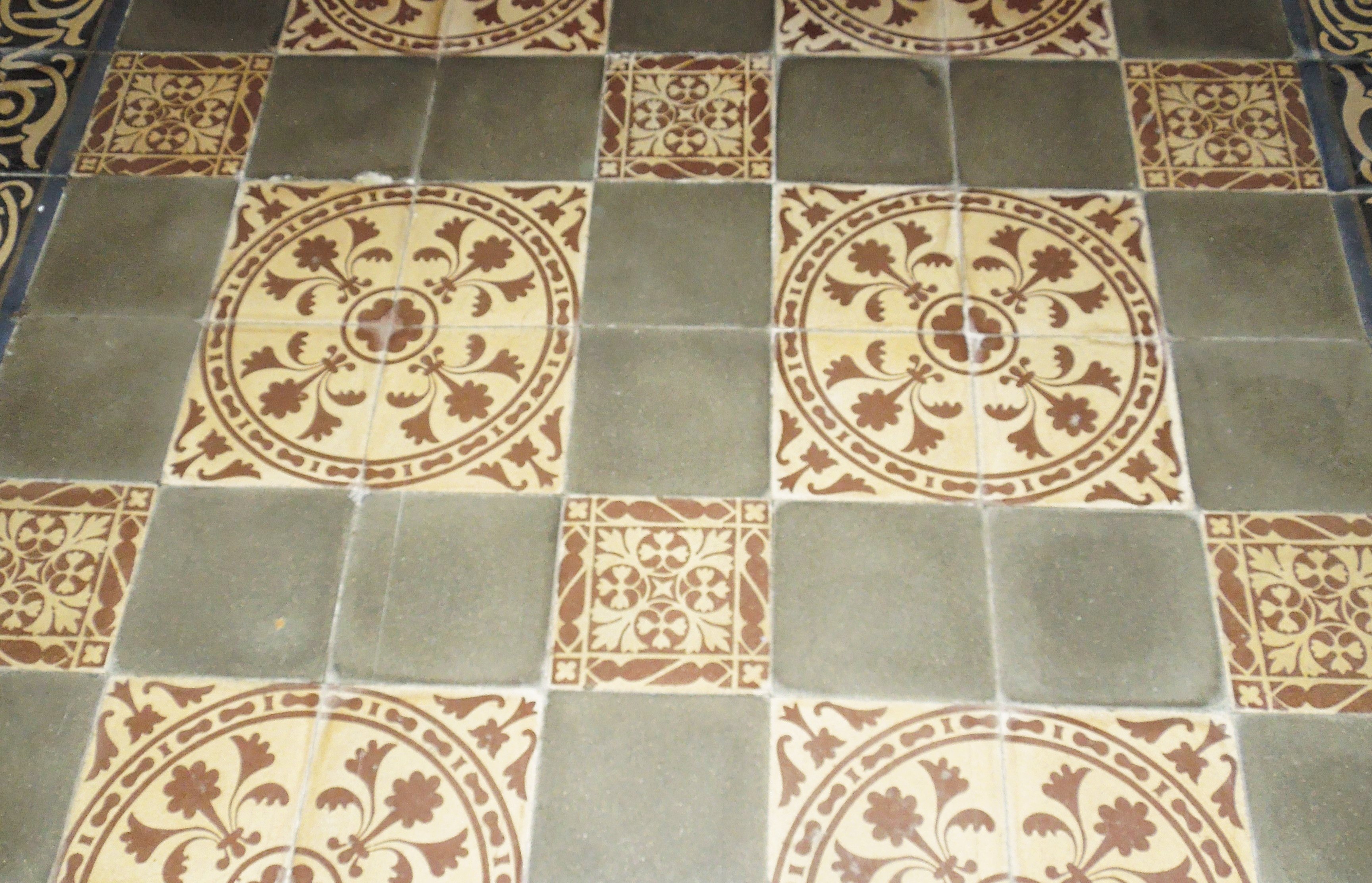
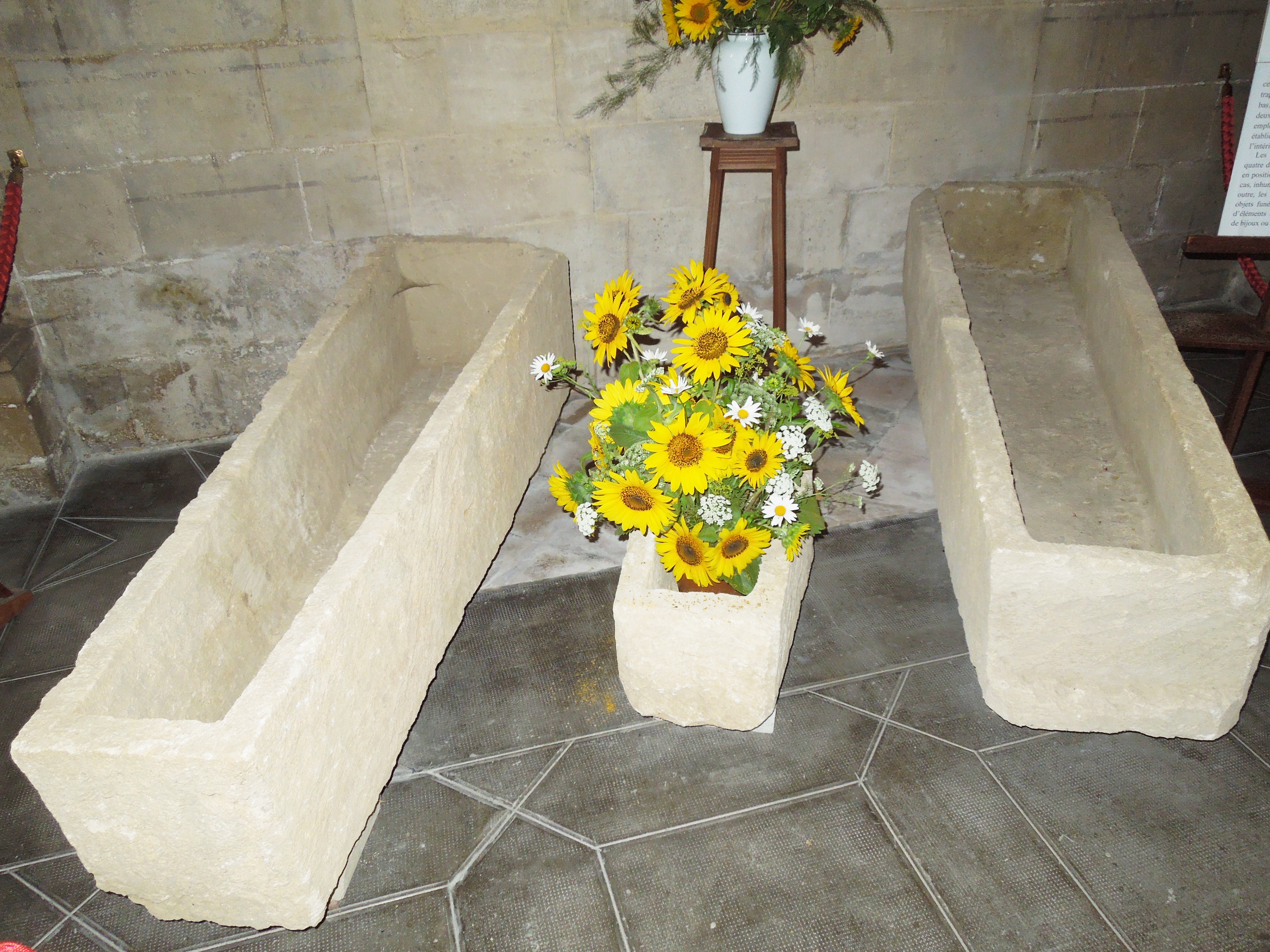

## Protection
L'église Saint-Gervais-Saint-Protais fait l'objet d'une inscription au titre des monuments historiques depuis le 2 juillet 2001.